# Minco
Minco est une ville américaine située dans le comté de Grady dans l’État de l'Oklahoma. En 2000, sa population était de 1 672 habitants.

## Traduction
- (en) Cet article est partiellement ou en totalité issu de l’article de Wikipédia en anglais intitulé « Minco, Oklahoma » (voir la liste des auteurs).